# Dębogórze (wieś)
Dębogórze (kaszb. Dãbògòrzé) – wieś kaszubska w Polsce położona w województwie pomorskim, w powiecie puckim, w gminie Kosakowo.
Wieś pierwszy raz wzmiankowana w 1210 roku, gdy Zwinisława, żona księcia gdańskiego Mestwina I, podarowała ją norbertankom z Żukowa. To nadanie zostało zmienione na rzecz oliwskich cystersów przez jej syna Świętopełka II w roku 1224 i zostało ostatecznie potwierdzone w roku 1316, kończąc prawie stuletni spór między klasztorami.
Zakonnicy dokonali podziału miejscowości na 2 części. Z jednej, mniejszej utworzyli folwark (dzisiejszy Suchy Dwór), drugą, ponaddwukrotnie większą wydzierżawili samodzielnym rolnikom, tworząc podwaliny pod późniejszą wieś gburską.
U schyłku XIX w folwark miał 41 włók (blisko 700 ha) ziemi ornej, z kolei wieś właściwa miała tej ziemi ok. 1,5 tys ha i składała się w głównej części z 18 zagród gburskich.  Mianem gbura określano m.in. na Kaszubach zasobnego rolnika. Słowo to pochodzi z języka niemieckiego i jako ciekawostkę można dodać, że ma wspólny źródłosłów z południowoafrykańskim określeniem Burowie, dotyczącym niderlandzkich osadników na tym terenie.
W roku 1843 urodził się w Dębogórzu (wg metryki), a dokładnie w majątku Suchy Dwór, współtwórca Hakaty, niemiecki ziemianin i polityk Heinrich von Tiedemann
Z Dębogórza pochodzi również urodzony tu w roku 1872 Jan Radtke, pierwszy wójt Gdyni po odzyskaniu przez Polskę niepodległości.
Na koniec 1892 r. wieś zamieszkiwało 516 Kaszubów katolików i 18 Niemców ewangelików
W latach 1954–1961 wieś należała i była siedzibą władz gromady Dębogórze, po jej zniesieniu w gromadzie Kosakowo. W latach 1975–1998 miejscowość administracyjnie należała do województwa gdańskiego.
Około 2 km na południowy zachód od głównej części wsi leży jej część Dębogórze-Wybudowanie.

## Nazwa miejscowości
Do 1867 roku jako Dembogorsz i Dębowa Góra. W 1868 pruska administracja dokonała zniemczenia nazwy wprowadzając bezpośrednie tłumaczenie rodzimej nazwy na język niem. Eichenberg. Nazwa Dembogorsch utrzymała się jedynie jako oficjalna nazwa pobliskiego folwarku, z dawien dawna zwanego przez Kaszubów Sëchi Dwór (Suchy Dwór). Wynikało to z faktu, że jego właściciel sprzeciwił się tej zmianie. W czasie niemieckiej okupacji zastąpiono ją nazwą Gotenhof, czyli Dwór Gotów.